# NK Klana
NK Klana, nogometni je klub iz Klane u Primorsko-goranskoj županiji. U sezoni 2022./23. natječe se u 4. NL NS Rijeka.

## Povijest
Nogometni klub Klana utemeljen je 1931. godine, kada su iz Italije, iz Napulja, s odsluženja vojnoga roka prvu pravu kožnatu loptu u Klanu donijeli Frane Medvedić i Frane Starčić "Jardasov". U svojoj dugoj i bogatoj povijesti, klub je imao mnogo uspona i padova, noseći se s raznim nedaćama i besparicom, no zahvaljujući bezuvjetnoj i beskompromisnoj ljubavi i entuzijazmu ljudi toga kraja, uspio je opstati do današnjih dana.

## Vanjske poveznice
- NK Klana, klana.net